# سييرا جاكسون
سييرا جاكسون (بالإنجليزية: Sierra Jackson)‏ هي مهندسة أمريكية، ولدت في 1992.